# 南崗站 (廣深鐵路)
南崗站位于中国广东省广州市黄埔区云埔街道，为广深铁路已撤销的四等站，由中国铁路广州局集团廣深鐵路公司管辖。
南岗站于1910年启用，是广九铁路华段首批建成开通的车站。该站当时亦为萝南轻便铁道的终点站，可通往萝岗圩；该铁道在1938年广州沦陷后停办，1941年遭日军拆除。
2003年9月广州东至深圳的8443/8444次列车停运后，车站停办客运业务。2009年，车站撤销。

## 图集

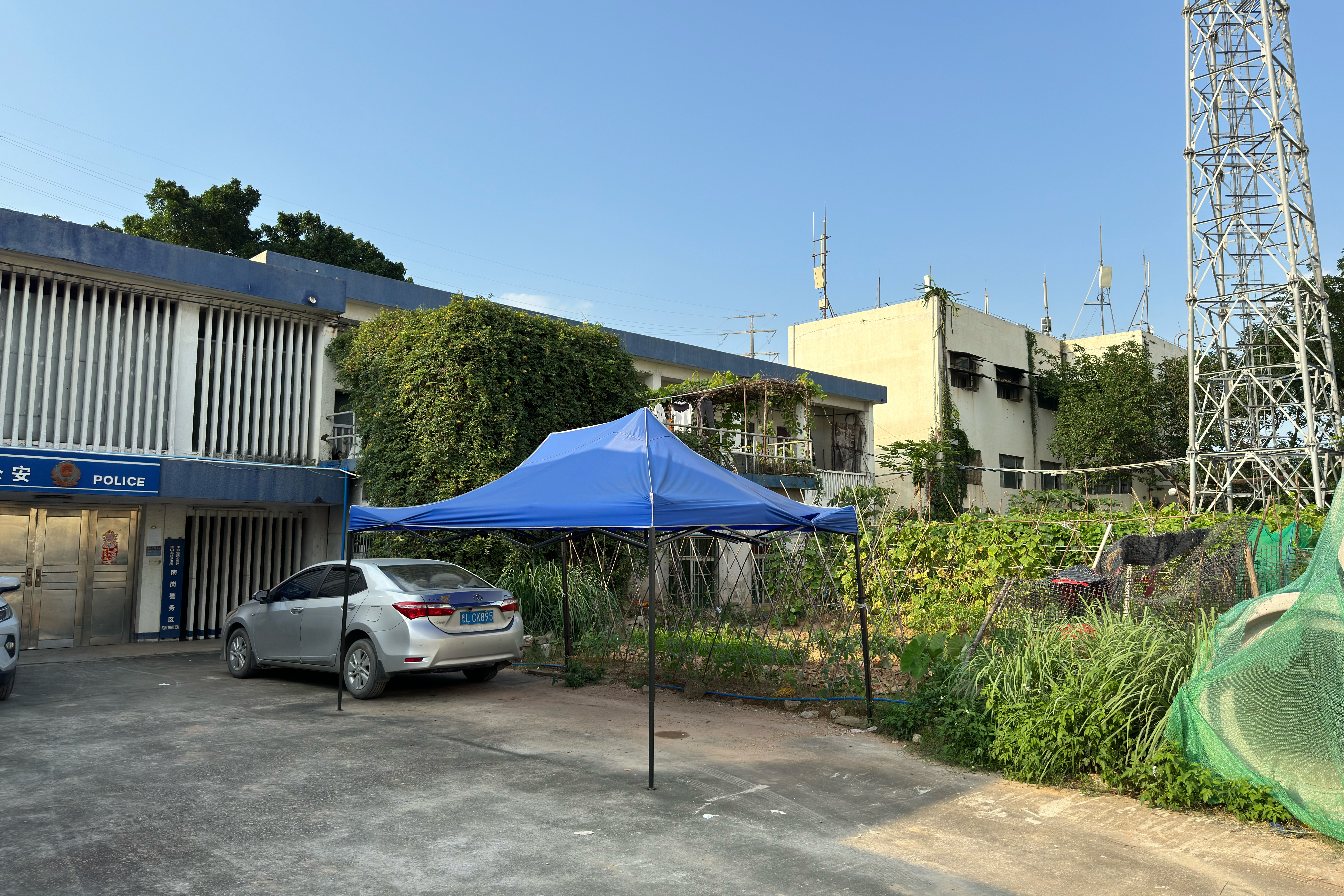
站房入口
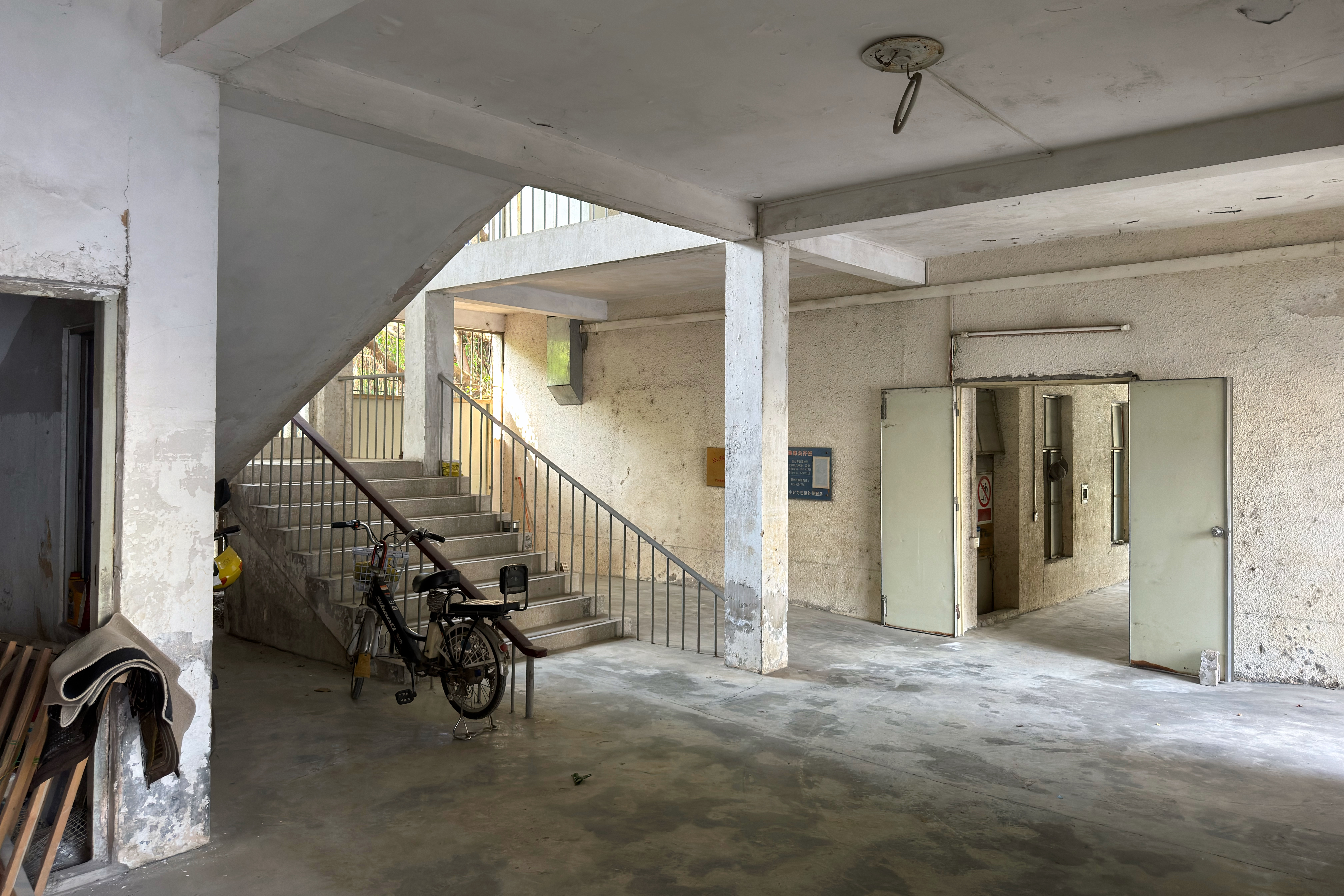
站房内部